# Плаво позориште
Плаво позориште је савремено позориште и позоришна лабораторија у Београду. Налази се у улици Сењачка 3.

## Историја
Плаво позориште је основано 1995. године у Београду на принципима које су установили реформатори позоришта 20. века, Константин Станиславски, Антонен Арто, Јержи Гротовски, Еуђенио Барба и Один театар, као и италијански редитељ Масимо Ђанети. Баве се стварању позоришних представа базираних на лабораторијском раду које се изводе на фестивалима широм Србије и Европе, образовањем свих заинтересованих за истраживачки приступ раду у позоришту кроз позоришне радионице, семинаре и дуже процесе. Посебан акценат се ставља на образовни рад са младима и децом у циљу отварања њихових видика за нове погледе на уметност и културу уопште, као и на коришћење могућности лабораторијског позоришта у развоју цивилног друштва где позориште постаје активна снага која може да ревитализује заједницу и организацију међународних позоришних сусрета и фестивала. Учествовали су у пројекту „Инклузивно позориште”.